# Epsilon Antliae
ε Antliae (Epsilon Antliae, kurz ε Ant) ist der zweithellste Stern des Sternbildes Luftpumpe. Dennoch erscheint er mit seiner scheinbaren Helligkeit von 4,51 mag dem bloßen Auge nur als schwach sichtbares Objekt. Die Entfernung dieses orangen Riesensterns der Spektralklasse K3 und einem Radius von etwa 37 Sonnenradien beträgt etwa 704 Lichtjahre. Mit einer absoluten Helligkeit von −2,16 mag würde er in einer Normdistanz von 32,6 Lichtjahren (= 10 Parsec) deutlich heller als die Sonne strahlen, wenn diese ebenfalls 10 Parsec von der Erde entfernt stünde;  dementsprechend übertrifft er die Leuchtkraft der Sonne deutlich, nämlich etwa um das 1300fache. Photometrische Messungen während der Hipparcos-Mission deuten darauf hin, dass ε Antliae geringfügige Helligkeitsschwankungen von 0,0034 mag mit einer Periode von 11,07941 Tagen aufweist.